# 可扩展性
可扩展性（Extensibility）是指一个软件和系統能夠讓其他程序員在未來能增加新的功能以及修改现有功能，並且新增功能的同時還必須不损害现有系统或軟件功能。